# Gyeolhonjeon-ya
Gyeolhonjeon-ya (hangŭl: 결혼전야, lett. "La notte prima del matrimonio"; titolo internazionale Marriage Blue) è un film sudcoreano del 2013, diretto da Hong Ji-young.

## Trama
Il film segue quattro coppie mentre si preparano per i loro matrimoni.
Tae-kyu è un ex-giocatore di baseball professionista, ora allenatore di una squadra di una lega minore. La sua fidanzata Joo-young gestisce con successo una clinica urologica. Quando Tae-kyu scopre che Joo-young è divorziata, si sente tradito e inizia a essere geloso.
La nail artist So-mi è fidanzata con lo chef Won-cheol, che frequenta da sette anni. So-mi, tuttavia, sente che qualcosa manca nella sua vita e vuole provare il vero amore, ma Won-cheol vede il loro matrimonio più come una sistemazione per la vita. Una settimana prima del matrimonio, So-mi si reca a Jeju per una competizione di nail art, e conosce Kyung-soo, guida turistica e scrittore di fumetti online.
Gun-ho è il proprietario di un negozio di fiori e sta per sposare Vika, un'immigrata dall'Uzbekistan. Improvvisamente, Gun-ho diventa impotente e va a farsi visitare dall'urologa Joo-young, che tuttavia gli rivela che la causa è lo stress: Vika, infatti, è più giovane di lui e molto bella, e Gun-ho teme che lo sposi solo per ottenere la cittadinanza.
Dae-bok lavora per Joo-young alla clinica urologica e frequenta Yi-ra, una wedding planner da cui aspetta un bambino. Mentre preparano il matrimonio, la coppia litiga molto e Yi-ra non sembra felice, ma Dae-bok non ne capisce il motivo.

## Distribuzione
Gyeolhonjeon-ya uscì in Corea del Sud il 21 novembre 2013. Fu venduto in sette territori asiatici, e uscì a Singapore a dicembre, a Hong Kong a gennaio 2014 e in Giappone a maggio. I diritti furono acquisiti anche in Thailandia, Taiwan, Cina, Indonesia e Malaysia.

## Accoglienza
Gyeolhonjeon-ya debuttò al terzo posto del botteghino, con un incasso di 2,26 miliardi di won. Cinque giorni dopo l'uscita, raggiunse il primo posto al box office, superando Chingu 2 e Hunger Games: La ragazza di fuoco, ed era stato visto 570.488 spettatori; durante la seconda settimana, fu secondo con 841.563 spettatori. Al 4 dicembre, Gyeolhonjeon-ya era stato visto da 944.991 persone, che salirono a 1.214.351 prima che fosse ritirato dalle sale.

## Musica
La sigla d'apertura e di chiusura del film, "Wedding Eve", fu composta e scritta dal cantante e attore Ok Taec-yeon, che interpreta Won-cheol. Egli cantò da solo la versione per la sigla iniziale, mentre quella finale venne eseguita da tutto il cast.